# Cavagnago

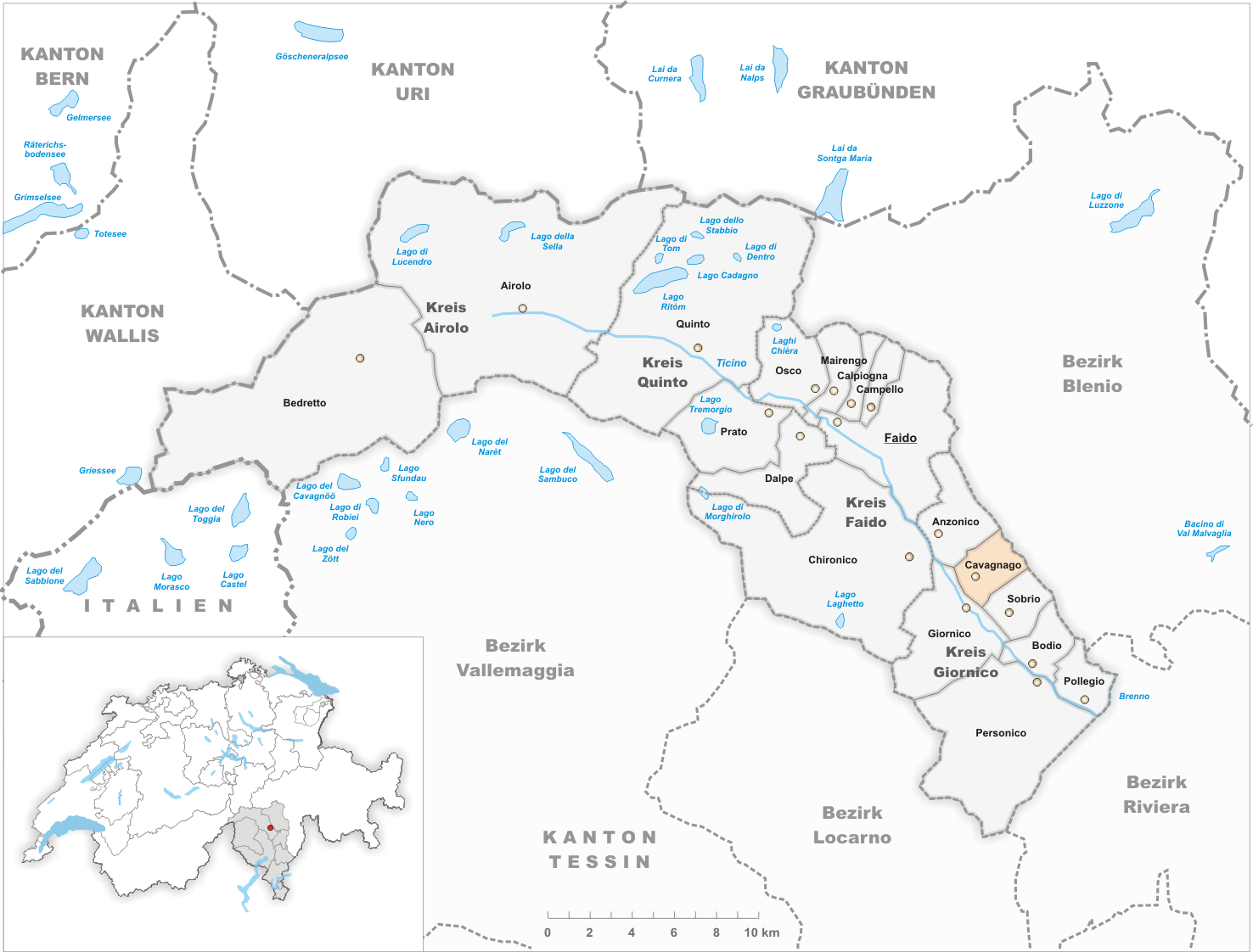
Gemeindestand bis zur Fusion am 1. April 2012

Luftbild (1954)

Cavagnago war bis zum 31. März 2012 eine politische Gemeinde im Kreis Giornico, im Bezirk Leventina des Kantons Tessin in der Schweiz.

## Geographie
Das Dorf liegt auf einer Terrasse am linken Hang des Valle Leventina an der Strada Alta. Zusammen mit Anzonico, Calonico und Sobrio bildet Cavagnago die so genannte Traversa.

## Geschichte
Eine erste Erwähnung findet das Dorf im Jahre 1270 unter dem damaligen Namen Cavagnago. Im Mittelalter gehörte Cavagnago zivil und politisch zur vicinia und Kirchgemeinde Giornico. 1585 trennte es sich davon und wurde mit Sobrio, das sich seinerseits 1611 von ihm ablöste, eine selbständige Pfarrgemeinde.
Am 1. April 2012 fusionierte sie mit den Gemeinden Anzonico, Calpiogna, Campello, Chironico, Mairengo und Osco zur bestehenden Gemeinde Faido und trat somit in den Kreis Faido über. In einer Volksabstimmung im März 2004 nahmen die Bürger von Cavagnago die Fusion ihrer Gemeinde mit Faido, Osco, Mairengo, Calpiogna, Campello, Rossura, Anzonico, Chiggiogna, Calonico und Sobrio an. Trotz des positiven Entscheides konnte Cavagnago nicht berücksichtigt werden, da alle umliegenden Gemeinden die Fusion ablehnten. Die geringe Einwohnerzahl und die prekäre finanzielle Lage führten dazu, dass der Kanton Tessin im November 2005 einen Gemeindeverwalter für Cavagnago ernannte. Von diesem Zeitpunkt an besass die Gemeinde bis zur Fusion keine Exekutive mehr.
Cavagnago bildet aber nach wie eine eigenständige Bürgergemeinde.

## Bevölkerungsentwicklung
Einwohnerzahlen: Volkszählungsdaten

## Sehenswürdigkeiten
- Pfarrkirche Sant’Anna[5]
- Pfarrhaus[5]
- Oratorium Sant’Ambrogio mit Fresken (15. Jahrhundert) im Ortsteil Segno[5][6]

## Persönlichkeiten
- Clemente Bertazzi (* 17. Februar 1796 in Mailand; † 2. Juli 1860 in Chironico), Priester, Tessiner Grossrat[7]
- Clemente Bertazzi (* 13. Januar 1815 in Mailand; † 7. Januar 1875 ebenda), Priester, Sekundarlehrer, Gründer der Società Agricola unter den Landbesitzern von Cavagnano[8]
- Alfonso Codaghengo (* 25. März 1882 in Paris; † 20. Mai 1965 in Faido), Priester[9]
- Benedetto (Benoît) Gualtierino Giovannone (* 1901 in Cavagnago; † 1972 ebenda), Sohn von Leone Gaetano, Schriftsteller (Vigilia di Natale), Dichter (Il mio susino), (A Dendro) in Almanacco Ticinese (1937), Gemeinderat (1932)[10]

- Familie Snider
  - Giovanni Snider (* 8. März 1878 in Cavagnago; † 21. Februar 1968 in Mendrisio), Geistlicher, Vikar und ehemaliger Erzpriester von Mendrisio[11]
  - Antonio Snider (* 1910 in Locarno), Anwalt und Notar, Politiker[12]
  - Carlo Snider (1910–1988), Priester und Jurist
  - Vincenzo Snider (* 1911 in Locarno; † 14. Mai 1990 ebenda), Autor[13]
  - Pio Snider (* 21. August 1920 in Locarno; † 31. März 2004 ebenda), Priester und Domherr[14]
  - Saverio Snider (* 1940 ? in Locarno), Journalist, Politiker[15]